# 李進道
李進道（1541年—？），後复姓任，字明叔，號見宇，直隸大名府內黃縣人，民籍，明朝政治人物。

## 生平
隆慶元年（1567年）丁卯科順天府鄉試第八十一名，萬曆二年（1574年）聯捷甲戌科會試第二百八十七名，登三甲第一百四十七名進士。授莱州府推官，升大理寺評事。

## 家族
曾祖父李信；祖父李錦；父李頂。母苗氏。永感下。兄进禄。弟进宝、进登、进忠、进孝。